# 이토하라 고시로
이토하라 고시로(일본어: 糸原 紘史郎, 1998년 2월 25일~)는 일본의 축구 선수이다.

## 구단 경력
그는 2020년 J3리그의 가이나레 돗토리에 입단했다. 2021년 리그 데뷔, 2023년까지 45경기에 출전. 2024년 J2리그의 레노파 야마구치 FC로 이적했다.